# Lijst van wethouders van Groningen
De Nederlandse gemeente Groningen kende lange tijd een wethouder die de stadsbezittingen beheerde, een post die verder nergens in Nederland voorkwam. In onderstaande lijst staan wethouders die kortere of langere tijd in de gemeente gediend hebben, voor zover bekend.
| Naam                                   | Partij                     | Periode                                   | Portefeuille | Bijzonderheden                                                    |
| -------------------------------------- | -------------------------- | ----------------------------------------- | --- | ----------------------------------------------------------------- |
| Bert Barmentloo                        | PvdA                       | 1972-1986                                 | Financiën |                                                                   |
| Ate Berger                             | Christelijke Franctie, CDA | ?? - 1985                                 | Cultuur | afgetreden wegens affaire Ton Post en rockmusical Ik, Jan Cremer  |
| Hans Morssink                          | CDA                        | 1982-1994                                 | Welzijn | Vanaf 2011 wethouder in de gemeente Leek                          |
| Wim Wildeboer                          | PPR                        |                                           | ?? |                                                                   |
| Popko Wagenaar                         | D66                        | ??                                        | |                                                                   |
| Peter Verschuren                       | SP                         | 2006-2010                                 | Sociale Zaken, DSW Stadspark en Integratie |                                                                   |
| Jaap Dijkstra                          | PvdA                       | 2006-2010                                 | Economische Zaken, Internationale Handelsrelaties en Cultuur |                                                                   |
| Ton Schroor                            | D66                        | 2010-                                     | - Cultuur, Grote Markt Oostzijde/Forum en Arbeidsmarktbeleid (2010-2012) - Financiën, Personeel en Organisatie, Arbeidsmarktbeleid, Cultuurverandering (2012-...) |                                                                   |
| Karin Dekker                           | GroenLinks                 | 2002-2012                                 | Financiën, Personeel & Organisatie | afgetreden vanwege een conflict over de regiotram                 |
| Jacques Wallage                        | PvdA                       | 1972-1981                                 | - Onderwijs, cultuur en verkeer |                                                                   |
| Thewis Wits                            | CPN                        | ??                                        | Cultuur |                                                                   |
| Tjerk Bruinsma                         | PvdA                       | 1994-2002                                 | ? |                                                                   |
| Piet Huisman                           | PvdA                       | ??                                        | Sociale zaken | afgetreden vanwege Groninger Kredietbank-affaire                  |
| Robbert Jan Bron                       | D66                        | 2002-2004                                 | Onderwijs en jeugdbeleid |                                                                   |
| Grietje Pasma                          | PPR                        | ??                                        | Sport |                                                                   |
| Henk Niemeijer                         | CPN                        | 1970                                      | 1974 |                                                                   |
| Willem Smink                           | PvdA                       | 1992-2006                                 | Ruimtelijke Ordening, Volkshuisvesting, Wijkvernieuwing, Grondzaken en Monumenten |                                                                   |
| Joan Stam                              | D66                        | 1994-1998                                 | Verkeer |                                                                   |
| Ypke Gietema                           | PvdA                       | 1978-1992                                 | Ruimtelijke Ordening | afgetreden vanwege Groninger Kredietbank-affaire                  |
| Max van den Berg                       | PvdA                       | 1970-1978                                 | Cultuur, Monumentenzorg, Verkeer, Openbare Werken, Openbaar Vervoer, Volkshuisvesting en Stadsontwikkeling |                                                                   |
| Elly Pastoor                           | PvdA                       | 2010-2012                                 | Sociale Zaken, DSW Stadspark, Onderwijs en Jeugd | afgetreden vanwege een conflict over de regiotram                 |
| Henk Pijlman                           | D66                        | 1990-2000                                 | Onderwijs, Sport, Cultuur en Bestuurlijke Vernieuwing |                                                                   |
| Pit van Loo                            | ?                          | 1946-1958                                 | Sociale Zaken en Stadsbezittingen |                                                                   |
| Bert Westerink                         | CDA                        | 1986-1996                                 | Sport, welzijn, zorgbeleid en volksgezondheid, openbare werken en milieubeleid |                                                                   |
| Martine Visser                         | CDA                        | 2005-2006                                 | welzijn en sport |                                                                   |
| Koen Schuiling                         | VVD                        | 1998-2006                                 | onder andere economische zaken |                                                                   |
| Wim Hendriks                           | SDAP/PvdA                  | 1966-1972                                 | onbekend | Conflict rond Max van den Berg                                    |
| Abraham Johan van der Hoop             | ?                          | 1825-1826                                 | ? | was in de periode 1822-1824 één der 4 burgemeesters van Groningen |
| Harm Roelfsema                         | PvdA                       | 1946-1952                                 | Onderwijs |                                                                   |
| Jos Staatsen                           | D66                        | 1970-1972                                 | ? | Keerde later terug in Groningen als burgemeester namens de PvdA   |
| Hermen Molendijk                       | SDAP                       | - 1935-1942 - mei 1945-1946               | onderwijs en sociale zaken |                                                                   |
| Berend van Roijen                      | liberaal                   | 1869-1872                                 | ? | burgemeester van Groningen 1872-1880, daarna weer raadslid        |
| Jannie Visscher                        | SP                         | 2006-                                     | - Zorg, Ouderen en Stadsbeheer en Milieu (2006-2010) - Welzijn en Zorg, Ouderen, Reiniging, Stadsbeheer, Ecologie en Dierenwelzijn, Recreatie en Integratie en Emancipatie (2010-2012) - Zorg en Welzijn, Integratie en Emancipatie, Sociale Wijkvernieuwing, Stadstoezicht, Ouderen, Jeugd, Cultuurverandering (2012-2014 | vanaf 2014 wethouder in Eindhoven.                                |
| Willem de Sitter                       | liberaal                   | 1852-1862                                 | ? | later burgemeester van Groningen                                  |
| Rein Zunderdorp                        | PvdA                       | ?                                         | ? |                                                                   |
| Samuel van Houten                      | liberaal                   | 1867-1869                                 | ? |                                                                   |
| Frank de Vries                         | PvdA                       | 2006-2012                                 | - Ruimtelijke Ordening, Volkshuisvesting, Wijkvernieuwing, Grondzaken, Monumenten, | afgetreden vanwege een conflict over de regiotram                 |
| René Paas                              | CDA                        | 1996-2005                                 | ? |                                                                   |
| Sebastiaan Matheüs Sigismund Modderman | conservatief               | in totaal 36 jaar in de periode 1864-1893 | ? | Werd later burgemeester van Groningen                             |
| José van Schie                         | PvdA                       | 2004-2010                                 | - Onderwijs, Jeugd, Welzijn, Kinderopvang, Minderheden en Emancipatie (2004-2006) - Onderwijs, Jeugd, Welzijn en Sport & Recreatie (2006-2010) |                                                                   |
| Wicher Pattje                          | PvdA                       | 2002-2004                                 | Onderwijs, Jeugd, Welzijn, Kinderopvang, Minderheden en Emancipatie |                                                                   |
| Eltjo Rugge                            | SDAP                       | 20 jaar                                   | onder andere volkshuisvesting |                                                                   |
| Tonny van de Vondervoort               | PvdA                       | 1986-1994                                 | - onderwijs en cultuur (1986-1990) - financiën en P&O (1990-1994) |                                                                   |
| H.J. Sissingh                          | vrijzinnig-democraat       | minstens 1916-1918                        | Gemeentewerken |                                                                   |
| Roeland van der Schaaf                 | PvdA                       | 2012-2022                                 | Ruimtelijke Ordening, Volkshuisvesting, Fysieke Wijkvernieuwing, Grondzaken, Monumenten, Cultuurverandering |                                                                   |
| Dig Istha                              | PvdA                       | 2012-                                     | Sociale Zaken en Werkvoorziening, Forum, Cultuur, Sport, Cultuurverandering |                                                                   |
| Joost van Keulen                       | VVD                        | 2012-                                     | Verkeer en Vervoer, Economische Zaken en Innovatie, Internationalisering (incl. handelsbetrekkingen), Binnenstad, Cultuurverandering |                                                                   |
| Jan Seton                              | CDA                        | 2012-2015                                 | Stadsbeheer en Reiniging, Ecologie, Duurzaamheid en Milieu, Recreatie, Dierenwelzijn, Cultuurverandering |                                                                   |
| P.G. van Delden                        | Christelijke Fractie       | minimaal 1971-1972                        | onbekend | Conflict rond Max van den Berg                                    |
| Agnes Caroline Catharine Nijhoff       | VVD                        | 1970-1972                                 | Volksgezondheid, openbaar slachthuis, maatschappelijk werk en milieuhygiëne | Conflict rond Max van den Berg                                    |
| Frits von Meijenfeldt                  | Christelijke Fractie       | ??-1972                                   | onbekend | Conflict rond Max van den Berg                                    |